# Dominique Fidanza
Vous pouvez aider à l'améliorer ou bien discuter des problèmes sur sa page de discussion.
- Il n'est pas vérifiable et peut contenir des informations totalement erronées. Il est fortement conseillé aux contributeurs d'étayer son contenu par des sources fiables. Sans cela, sa suppression pourrait être envisagée. (si vous venez d'apposer le bandeau, veuillez cliquer sur ce lien pour créer la discussion et en afficher les indications). (Marqué depuis mars 2025)
- Il peut contenir un travail inédit ou des déclarations non vérifiées. Vous pouvez l’améliorer en ajoutant des références. (Marqué depuis juin 2022)

- Archive Wikiwix
- Bing
- Cairn
- DuckDuckGo
- E. Universalis
- Gallica
- Google
- G. Books
- G. News
- G. Scholar
- Persée
- Qwant
- (zh) Baidu
- (ru) Yandex
- (wd) trouver des œuvres sur Wikidata

Vous pouvez aider à l'améliorer ou bien discuter des problèmes sur sa page de discussion.
- Il ne s’appuie pas, ou pas assez, sur des sources secondaires ou tertiaires. (Marqué depuis décembre 2020)

- Archive Wikiwix
- Bing
- Cairn
- DuckDuckGo
- E. Universalis
- Gallica
- Google
- G. Books
- G. News
- G. Scholar
- Persée
- Qwant
- (zh) Baidu
- (ru) Yandex
- (wd) trouver des œuvres sur Wikidata

Pour les articles homonymes, voir Fidanza.
Dominique Fidanza (Domy Fidanza), est une chanteuse belgo-italienne, née le 7 août 1979 à Bruxelles. Elle est l'une des cinq vainqueurs en 2001 de la version italienne de Popstars et fait alors partie du groupe Lollipop. En 2006, elle est finaliste de sixième saison de Star Academy. Elle continue momentanément sa carrière en intégrant la bande Fugain & Pluribus.

## Biographie

### Jeunesse
Dominique Fidanza vit jusqu'à l'âge de onze ans à Bruxelles, avant de rejoindre la ville d'Aragona, en Sicile dont ses parents sont originaires. Dès son enfance, elle se passionne pour les arts.

### Popstarset l'Italie
Dominique Fidanza s'inscrit à l'audition de Popstars en Italie. Elle fait partie des cinq gagnantes choisies parmi plus de 6 000 aspirants[réf. nécessaire]. Le girl group Lollipop est alors créé et produit par Warner Music Italy.
En mars 2001, Lollipop sort sous le label WEA Records son premier single : Down, down, down qui se classe 1er des ventes pendant quatre semaines et devient disque de platine avec plus de 100 000 exemplaires vendus[réf. nécessaire].

### Star Academy
En juin 2006, elle passe l'audition de Star Academy en France où elle est sélectionnée. Elle termine deuxième derrière Cyril Cinélu.
En janvier et février 2007, elle est invitée au Festival Fantastic'art[source insuffisante][réf. à confirmer] et participe à l'opération Pièces jaunes. À partir de mars 2007, Dominique Fidanza prend part à la tournée Star Academy.

### Carrière solo
En mars 2008, Dominique Fidanza participe à l'album Claude François, autrement dit où elle chante Geordie.
En parallèle des NRJ Music Awards, elle participe à un concours intitulé Kawards qu'elle remporte. Le 13 avril 2010, elle tourne à Paris le clip de son single La Place du Passager.
En février 2012, elle propose un nouveau concept de tournée acoustique un live dans ton salon, sur les routes France, de Belgique, de Suisse et d'Italie pour interpréter des chansons inédites en toute intimité. Le concept évolue en novembre 2012, avec Et maintenant on va où ?
Le premier album solo de Dominique Fidanza intitulé Solipsiste sort le 14 janvier 2013 en version numérique.

### Fugain & Pluribus
Fin septembre 2013, Dominique Fidanza rejoint la troupe Pluribus, dirigée par Michel Fugain et Pierre Bertrand. L'album Pluribus sort le 30 septembre en version physique et en version numérique.

## Discographie

### Album
- 2013 : Solipsiste (Mercury)[2]
- 2016 : Mitofonie (album auto-produit)

### Singles
- 2010 : La Place du Passager / Spaghetti e Desideri (single)[3]
- 2011 : Un papillon une étoile (radio)
- 2012 : Oui ou Non (radio)
- 2016 : L'aciddruzzu